# Amiens Sports Club (hockey sur gazon)
Maillots
Dernière mise à jour : 1er novembre 2016.
Amiens Sports Club est un club français de hockey sur gazon fondé en 1928 et basé à Amiens dans la Somme. L'équipe première masculine du club évolue en division Élite dans le Championnat de France de hockey sur gazon et dans le Championnat de France de hockey en salle.

## Palmarès
Hommes :
- EuroHockey Club Champions Trophy : 1984 (à Helsinki) (2e de l'épreuve en 1990 à Amiens)
- Champion de France gazon : (6) 1981, 1982, 1986, 1987, 1988, 1989
- 2e du Trophée des champions en 1982 à Cardiff (Eurockey Club Champions Trophy)
- 2e du Trophée des vainqueurs de coupes en 1985 à Madrid (EuroHockey Cup Winners Trophy)

Femmes :
- Double vainqueur du Trophée européen en salle en 1993 à Zurich (2e édition), et en 2004 à Wettingen
- 2e du Trophée européen en salle en 2002 à Opole
- 2e du Trophée des vainqueurs de coupes en 1993 à Amiens
- Champion de France gazon : (4) 1983, 1984, 1993, 1995

Les derniers titres obtenus par le club :
- Champion de France Salle Nationale 1 Hommes (2015) ;
- Champion de France Salle U18 Hommes (2015-2016) ;
- Vice-champion de France Salle Élite Hommes (2016).
- Vice-champion de France Gazon U19 Hommes (2016)
- Champion de France Salle U19 Hommes (2017)
- Champion de France Gazon U19 Hommes (2017)
- Champion de France Elite salle Hommes (2018)

## Joueurs et joueuses notables
- Bruno Delavenne
- Christophe Delavenne
- Stéphane Mordacq
- Stéphane Jaquet
- Blandine Delavenne
- Martin Catonnet
- Matthieu Catonnet
- Jean-Baptiste Pauchet
- Amaury Bellenger
- Louis Poupee
- Paul-Antoine Queva